# Симоне Сабиони
Симоне Сабиони (итал. Simone Sabbioni; Римини, 3. октобар 1996) италијански је пливач чија ужа специјалност су трке леђним стилом. Вишеструки је национални првак и рекордер, и учесник светских и европских првенстава и Олимпијских игара. 

## Спортска каријера
Сабиони је са такмичењима на међународној сцени започео као јуниор, а прво велико међународно такмичење на коме је учествовао је било европско јуниорско првенство у Познању 2013, на коме је освојио и прву меадљу у акријери, бронзу у трци на 100 леђно. Свега месец дана касније, на светском јуниорском првенству у Дубаију заузима високо пето место у финалу трке на 50 леђно. Серију одличних резултата у конкуренцији јуниора наставио је и током 2014, освајањем чак 7 медаља на европском јуниорском првенству у Дордрехту и Олимпијским играма младих у Нанкингу.
Прво велико сениорско такмичење на коме је наступио је било светско првенство у малим базенима у Дохи 2014. године. 
У априлу 2015. осваја своју прву титулу националног првака у трци на 100 леђно, а резултат од 53,49 секунди је уједно био и нови национални рекорд Италије у тој дисциплини. Пар месеци касније по први пут је наступио на Светском првенству у великим базенима које је током августа месеца одржано у руском Казању. У децембру исте године, на Европском првенству у малим базенима у Нетањи осдваја и прве медаље у сениорској каријери, два злата и по једно сребро и бронзу. 
Током 2016. наступио је на два велика такмичења, Европском првенству у Лондону и Олимпијским играма у Рију. У Лондону је Сабиони освојио две медаље, сребро у микс штафети на 4×100 мешовито и бронзу на 100 леђно. На својим првим Олимпијским играма се такмичио у две дисциплине, трку на 100 леђно је окончао на 28. месту у квалификацијама, док је италијанска штафета на 4×100 мешовито[[|]], за коју је пливао, у квалификацијама заузела 11. место. 
У септембру 2016. дијагностификован му је улцерозни колитис, хронична упална болест која напада дебело црево.
На европском првенству у малим базенима у Копенхагену 2017. је освојио титулу континенталног првака у трци на 50 метара леђно, освојивши притом и два сребра на 100 леђно и 4×50 мешовито. 
Био је део италијанске репрезентације на Медитеранским играма 2018. у Тарагони, где је освојио златну меаљу у трци на 50 леђно, и сребро на 100 леђно. 
Свој други наступ на светским првенствима у великим базенима је „уписао” у корејском Квангџуу 2019. где је пливао у 4 дисциплине, две појединачне и две штафетне. У обе појединачне трке је такмичење завршио у полуфиналима (14. на 50 леђно и 12. место на 100 леђно), у финалу је пливао за мушко-женску штафету на 4×100 мешовито (6. место и национални рекорд, заједно са Фабиом Скоцолијем, Еленом Ди Лидо и Федериком Пелегрини), док је италијанска мушка штафета на 4×100 мешовито у квалификацијама заузела 13. место (пливали су још и Николо Мартиненги, Федерико Бурдисо и Мануел Фриго). 